# Kivijärvi (Korpilombolo socken, Norrbotten)
Kivijärvi är en sjö i Pajala kommun i Norrbotten och ingår i Kalixälvens huvudavrinningsområde. Sjön har en area på 0,367 kvadratkilometer och ligger 168 meter över havet.

## Delavrinningsområde
Kivijärvi ingår i det delavrinningsområde (742425-182257) som SMHI kallar för Ovan 742708-182015. Medelhöjden är 184 meter över havet och ytan är 17,88 kvadratkilometer. Det finns inga avrinningsområden uppströms utan avrinningsområdet är högsta punkten. Vattendraget som avvattnar avrinningsområdet har biflödesordning 3, vilket innebär att vattnet flödar genom totalt 3 vattendrag innan det når havet efter 157 kilometer. Avrinningsområdet består mestadels av skog (65 procent) och sankmarker (23 procent). Avrinningsområdet har 0,37 kvadratkilometer vattenytor vilket ger det en sjöprocent på 2,1 procent.